# Psephis
Psephis là một chi bướm đêm thuộc họ Crambidae.